# 松代城 (越後国)
松代城（まつだいじょう）は、越後国頚城郡松代（現在の新潟県十日町市松代字城ノ腰）にあった日本の城（山城）。長野県長野市の松代城（まつしろじょう）と異なり読みは「まつだい」。城跡は十日町市指定地域文化財（記念物）に指定されている。

## 概要
松代城は、渋海川の南岸にある松代城山（標高385メートル）の山頂に築かれている。城山は北東に伸びた細い尾根の先端にあり、築城者は南北朝時代の風間九郎左衛門尉定勝と伝えられる。現在城址には三の丸跡に天守を模した展望施設「十日町市松代城跡公園・松代城展望台」がある。

## 遺構・復元建造物
- 曲輪、土塁、堀切、竪堀
- 三の丸跡に「松代城」標柱

## 模擬天守「松代城展望台」

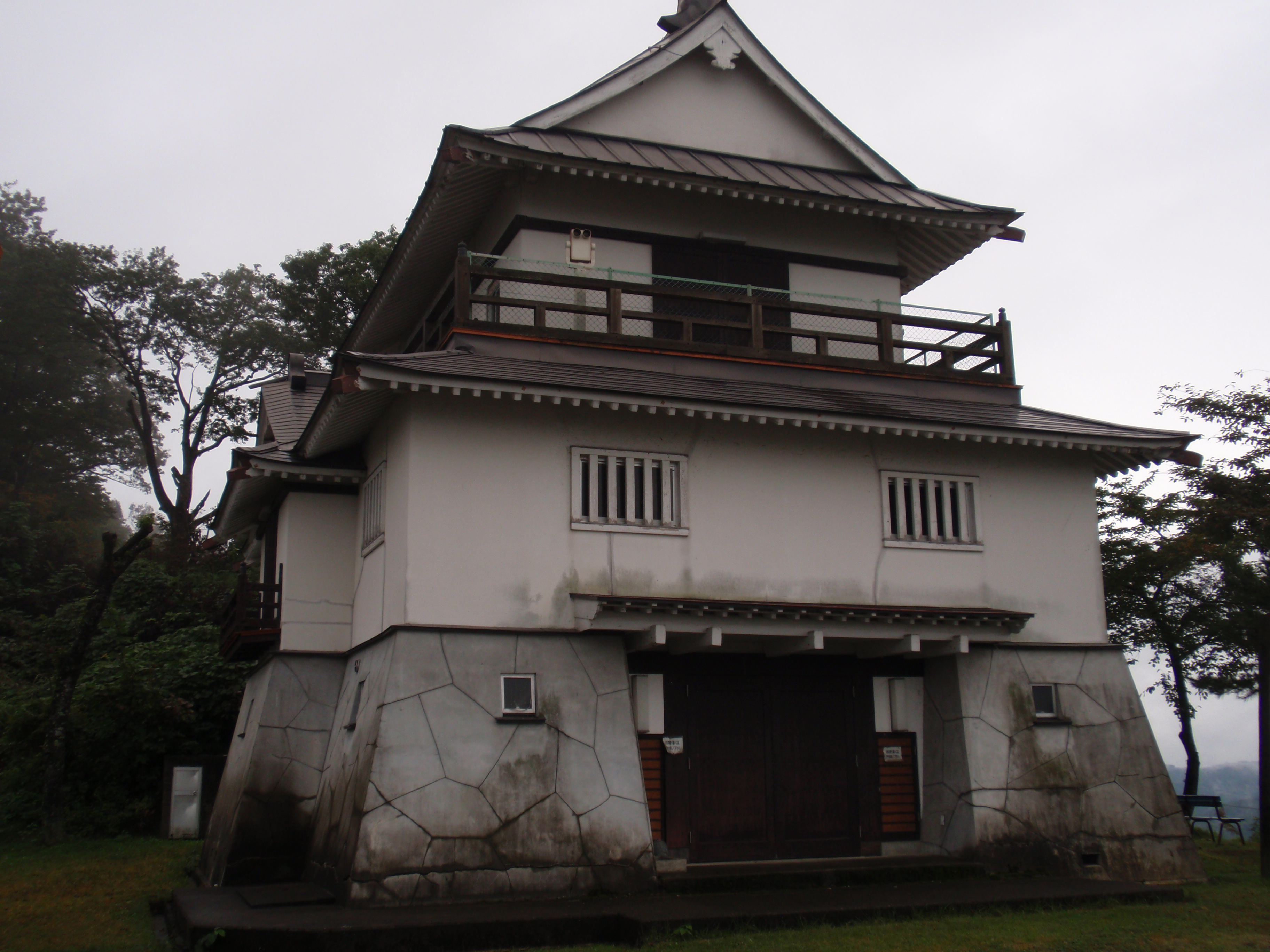
城跡公園の展望台（模擬天守）

城跡公園には1981年に作られた二層三階の模擬天守「松代城展望台」がある。2021年に大地の芸術祭 越後妻有アートトリエンナーレの『まつだい「農舞台」フィールドミュージアム』の目玉施設としてリノベーションされ、内部では有料で現代アート作品が鑑賞できるようになっている（「農舞台」での受付が必要）。

### 周辺施設・観光地ほか
- 「城山池」案内板 - キャンプ場も含めた城跡公園周辺の地図。
- シモン・ビール六角館 - 現代アート展示場。ガラス張り冷蔵庫に夏でも解けない雪だるま。
- まつだい芝峠温泉 - 雲海を見下ろす天然温泉。
- 道の駅まつだいふるさと会館 - まつだい駅直結の道の駅

## 支城
- 室野城・蓬平城・蒲生城 - 旧松代町に存在した諸城。

## 交通
- 北越急行ほくほく線 まつだい駅から徒歩20分
- 北陸自動車道上越ICから約50分
  - 松代城址公園駐車場（無料）